# Circuit de l'Allier
Le Circuit de l'Allier est une ancienne course cycliste française, organisée de 1921 à 1938 autour de Vichy. En 1932 et 1938, il se dispute en deux demi-étapes.

## Palmarès
| Année | Vainqueur         | Deuxième           | Troisième         |
| 1921  | Jean Hillarion    | Fernand Coldebœuf  | Claude Deniot     |
| 1922  | Raoul Petouille   | Eugène Dhers       | Gaston Manni      |
| 1923  | Marcel Godard     | Robert Reboul      | Arthur Wezemael   |
| 1924  | Jean Hillarion    | Pierre Bachellerie | Marcel Colleu     |
| 1925  | Charles Pélissier | Joseph Normand     | Léon Chené        |
| 1926  | Marcel Godard     | Claude Deniot      | Bard              |
| 1927  | Michel Ogier      | Marcel Godard      | Francis Copin     |
| 1928  | Benoît Faure      | Maurice Bonney     | Romain Bellenger  |
| 1929  | Lazare Venot      | François Gardier   | Louis Bajard      |
| 1930  | Léon Fichot       | René Brossy        | André Godinat     |
| 1931  | Marcel Bidot      | Jean Aerts         | Raymond Louviot   |
| 1932  | Ernest Terreau    | Jean Bidot         | Léon Louyet       |
| 1933  | Raymond Louviot   | Sylvère Maes       | Vincent Salazard  |
| 1934  | Émile Bruneau     | Giuseppe Cassin    | Joseph Moerenhout |
| 1935  | Jules Rossi       | Raymond Louviot    | Lucien Lauk       |
| 1936  | Séverin Vergili   | Giuseppe Cassin    | René Debenne      |
| 1937  | Jules Merviel     | Antoine Arnaldi    | André Decorps     |
| 1938  | Antoine Arnaldi   | Louis Vincent      | Marius Bœuf       |